# André Étienne Postel-Vinay
Pour les articles homonymes, voir Postel-Vinay.
André Étienne Postel-Vinay, né le 21 décembre 1849 dans l'ancien 1er arrondissement de Paris et mort le 6 février 1933 dans le 7e arrondissement de la même ville, est un ingénieur français. 

## Biographie
Il est le fils de Charles François Postel, avoué, âgé de 35 ans en 1849 et de Thérèse Antoinette Claire Vinay, âgée de 24 ans en 1849.
On lui doit notamment :
- la fondation de la société française des électriciens, qu'il présida[1],
- la création[2] de l'École supérieure d'électricité,
- la motorisation de La Jamais contente[3], première voiture électrique au monde à avoir atteint les 106 km/h le 29 avril 1899,
- la motorisation du tramway de Versailles et du métro parisien dans ses ateliers du 219, rue de Vaugirard à Paris,
- l'arrivée de la société Thomson en France en 1894[4], société initialement américaine, qui deviendra alors française, ainsi que ses avatars successifs (Alsthom puis Alstom, TMM puis de nouveau Thomson, Thales).

Installée en 1892 dans le 15e arrondissement de Paris (219, rue de Vaugirard et 25, rue du Hameau), la société de matériel téléphonique Postel-Vinay est reprise par Thomson-Houston en 1904.
De 1903 à 1933, il présida le conseil d'administration d'une société d'épuration des eaux par l'ozone, devenue Compagnie des eaux et de l'ozone, fondée par le savant niçois Marius-Paul Otto. 
Il fut également président du conseil d’administration de la Compagnie du chemin de fer métropolitain de Paris et vice-président des Sociétés havraise d’énergie électrique et Énergie électrique du littoral méditerranéen.

## Descendance
On trouve parmi ses descendants un grand nombre d'ingénieurs, industriels, scientifiques et hauts fonctionnaires, parmi lesquels Francis Postel-Vinay, président de la société Applevage, qui détint deux records du monde dans les téléphériques (le plus long, de 76 km, reliant Moanda au Gabon à Makabana au Congo, et le plus haut, 4 765 m, au pic de Mérida en Argentine), André Postel-Vinay, Marie-Hélène Lefaucheux, Olivier Postel-Vinay, journaliste scientifique, Daniel Postel-Vinay, haut fonctionnaire dans le domaine de la santé, directeur de recherche à l'INSERM, Géraldine Capdeboscq, qui fut la première femme directrice d'administration centrale en France, Grégoire Postel-Vinay, ingénieur général des mines, Hélène Huby, entrepreneuse. 

## Distinctions
- Officier de la Légion d'honneur (11 décembre 1900)[10]